# 마리아 카포비야

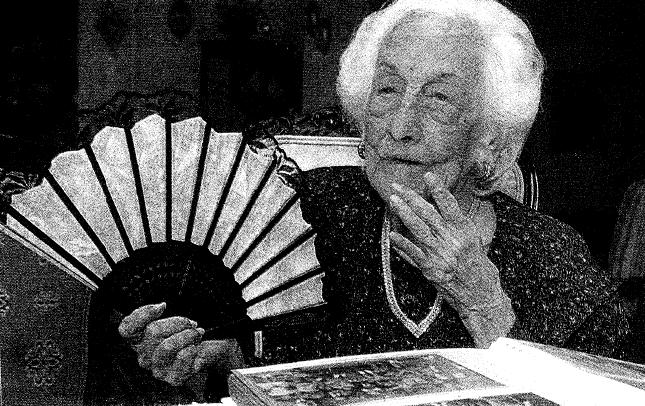
2005년 115세의 나이인 마리아 카포비야

마리아 카포비야(스페인어: Maria Capovilla, 1889년 9월 14일 ~ 2006년 8월 27일)로 알려진 마리아 에스더 헤레디아 레카로 데 카포비야(María Esther Heredia Lecaro de Capovilla)는 에콰도르의 슈퍼센티네리언이었으며, 사망 당시 116년 347일의 나이로, 세계에서 가장 오래 산 사람으로 기네스 세계 기록에 등재되었다.
| 이전 라모나 트리니다드 이글레시아스 조던 | 세계최고령자 2004년 5월 29일~2006년 8월 27일 | 이후 엘리자베스 볼든 |

## 같이 보기
- 최장수인